# Ross (Kalifornia)
Ross város az USA Kalifornia államában, Marin megyében. Lakosainak száma 2338 fő (2020. április 1.).

## Népesség
A település népességének változása:

| 2010 | 2 415 |
| 2020 | 2 338 |